# Сёмин, Алексей Владимирович (партийный деятель)
Алексей Владимирович Сёмин (февраль 1910 года, Маково, Рязанская губерния, Российская империя — 24 августа 1972 год, Москва, СССР) — советский партийный и государственный деятель, первый секретарь Томского и Вологодского обкомов КПСС.

## Биография
Родился в феврале 1910 года в селе Маково Рязанской губернии, ныне Михайловского района Рязанской области, в крестьянской семье.

### Образование
Окончил школу фабрично-заводского ученичества при Подольском цементном заводе (1927). В 1932—1933 годах учился в рабочей аспирантуре при Научно-исследовательском институте цементов в Москве, после её ликвидации, в 1934—1938 годах, в Московском химико-технологическом институте имени Д. И. Менделеева.
В 1951—1952 годах был слушателем Курсов переподготовки при ЦК ВКП(б).

### Деятельность
Член ВКП(б)/КПСС с 1929 года. До 1932 года работал слесарем, начальником цеха, заместителем директора цементного завода, директором Подольской школы фабрично-заводского ученичества.
С 1932 года находился на советской и партийной работе:
- в 1932—1933 годах — секретарь комитета ВКП(б) Научно-исследовательского института цементов (Москва);
- в 1938 году — начальник Производственного отдела Главцемента Народного комиссариата тяжёлой промышленности СССР;
- с 1938 года — заместитель начальника Отдела завода № 10/5 (Москва);
- до 1939 года — директор завода № 10/5 (Москва);
- в 1939—1941 годах — партийный организатор ВКП(б) комбината № 392 Народного комиссариата боеприпасов СССР (Кемерово);
- в 1941—1942 годах — секретарь Новосибирского областного комитета ВКП(б) по оборонной промышленности;
- с 1942 года по август 1944 года — 2-й секретарь Новосибирского областного комитета ВКП(б);
- с 13.8.1944 по 6.12.1951 — 1-й секретарь Томского областного комитета ВКП(б); одновременно до 1950 года — первый секретарь Томского городского комитета ВКП(б)[2].
- до августа 1952 года — инспектор ЦК ВКП(б);
- с 15.8.1952 по 2.11.1955 — 1-й секретарь Вологодского областного комитета ВКП(б)-КПСС;
- с 14.10.1952 по 14.2.1956 — член ЦК КПСС;
- с ноября 1955 года по 1956 год находился в распоряжении ЦК КПСС и работал в Комитете государственного контроля СССР;
- с 1956 года был начальником Управления руководящих кадров Министерства общего машиностроения СССР.

Был депутатом Верховного Совета СССР 2, 3 и 4 созывов. После выхода на пенсию жил в Москве. Умер в 1972 году в Москве.

## Награды
- орден Трудового Красного Знамени (дважды, 1943, 1944),
- медаль «За доблестный труд в Великой Отечественной войне 1941—1945 гг.» (1945),
- другие медали[3].